# Tienda de unicornios
Tienda de unicornios (originalmente en inglés Unicorn Store) es una película de comedia estadounidense de 2019 dirigida y coproducida por Brie Larson a partir de un guion escrito por Samantha McIntyre. Está protagonizada por Brie Larson, Samuel L. Jackson, Joan Cusack, Bradley Whitford, Karan Soni, Mamoudou Athie, Mary Holland y Hamish Linklater. Es el debut cinematográfico de Larson como directora.
La cinta fue estrenada en el Festival Internacional de Cine de Toronto de 2017 y estrenada a nivel mundial el 5 de abril de 2019 a través de la plataforma Netflix.

## Sinopsis
Kit (Brie Larson) es una artista fracasada que regresa a vivir con sus padres y acepta un trabajo de oficina en una agencia de empleo temporal. Un día recibe una misteriosa carta de un vendedor anónimo (Samuel L. Jackson) que la invita a "La Tienda", un extraño lugar indeterminado que vende "lo que necesitas". El vendedor le ofrece la oportunidad de tenerlo todo cumpliendo su fantasía de la infancia: ser la dueña de un unicornio.

## Reparto
- Brie Larson como Kit.

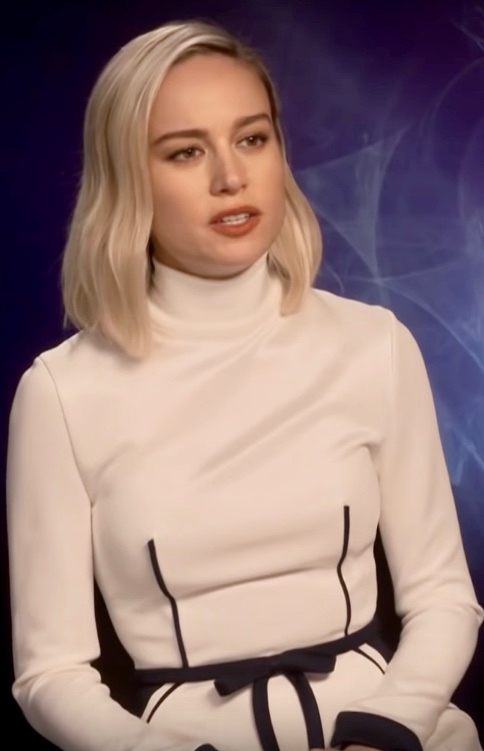
La película fue dirigida y protagonizada por Brie Larson.

- Samuel L. Jackson como El vendedor.
- Joan Cusack como Gladys.
- Bradley Whitford como Gene.
- Karan Soni como Kevin.
- Mamoudou Athie como Virgil.
- Mary Holland como Joanie.
- Hamish Linklater como Gary.
- Annaleigh Ashford como Crystal.
- Martha MacIsaac como Sabrina.
- Chris Witaske como Matt.
- Ryan Hansen como Brock.